# Duilius vatrum
Duilius vatrum är en insektsart som först beskrevs av Dlabola 1985.  Duilius vatrum ingår i släktet Duilius och familjen kilstritar. Inga underarter finns listade i Catalogue of Life.